# أرنب مكسيكي
الأرنب المكسيكي (الإسم العلمي:Sylvilagus cunicularius)، هو نوع من الثدييات يتبع فصيلة الأرانب ضمن رتبة الأرنبيات. يستوطن غابات المكسيك.